# Zonnekroon-rusroest
Zonnekroon-rusroest (Uromyces silphii) is een heteroecische roestschimmel die behoort tot de familie Pucciniaceae. Variëteit: Uromyces geranii var. kabatianus.
Op zonnekroon worden de spermogonia en aecia gevormd en op rus de uredinia en telia.

## Kenmerken
Aecia
De gele, bekervormige aecia komen op de achterkant van de bladeren voor.
Uredinium
De lichtbruine uredinia komen zowel op de voorkant- als achterkant van het blad voor. De uredospore heeft twee kiemporen boven de middellijn.
Telium
De donkerbruine telia komen zowel op de voorkant- als achterkant van het blad en op de stengel voor. De eencellige teliosporen hebben een gladde wand, die aan de top sterk verdikt is. De steel is maximaal 35 µm lang en breekt vaak af.

## Verspreiding
De zonnekroon-rusroest komt van nature voor in Noord-Amerika en is van daaruit verspreid naar Europa. In Nederland is de schimmel zeer zeldzaam.

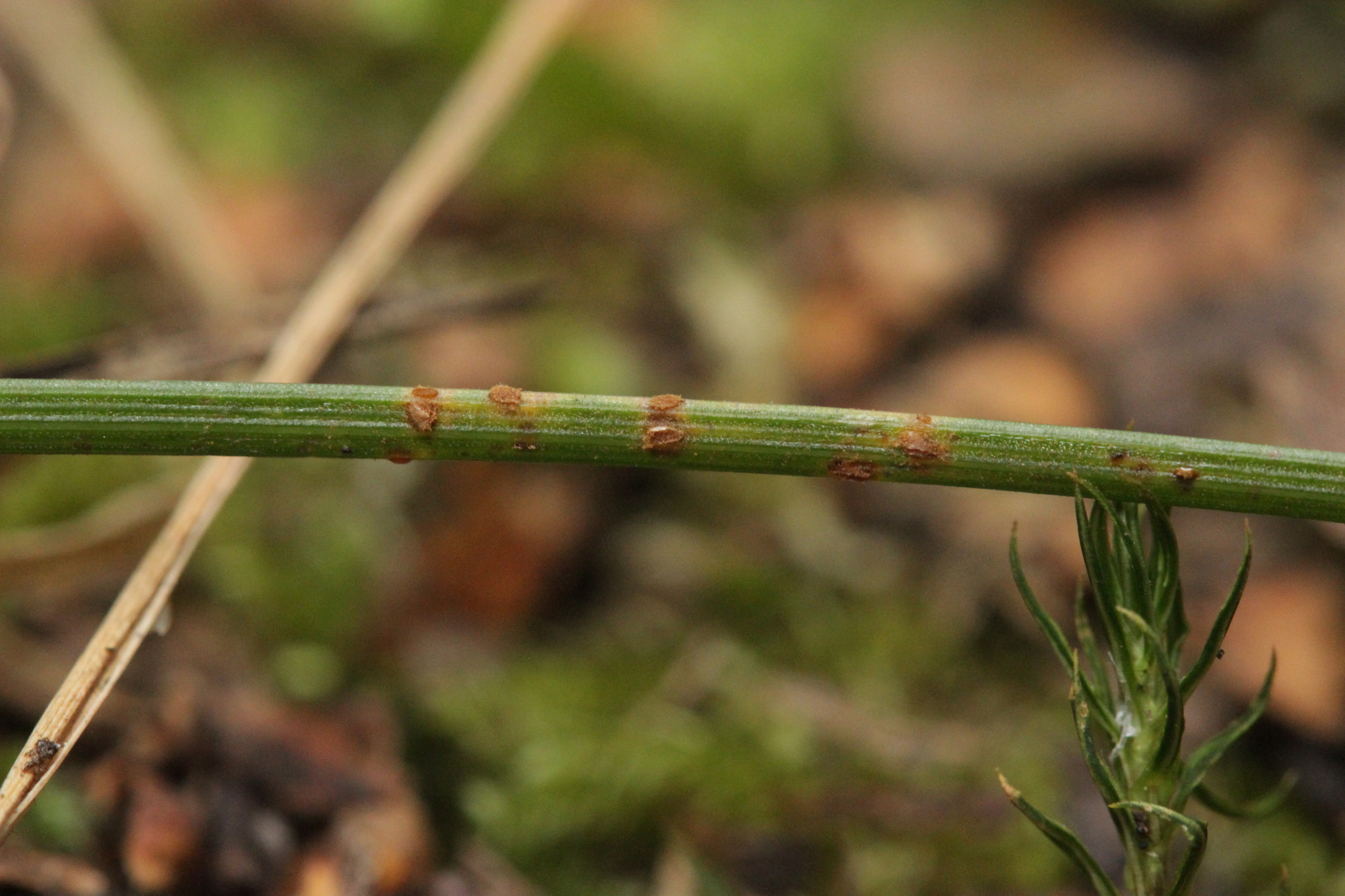
Uredinia op tengere rus
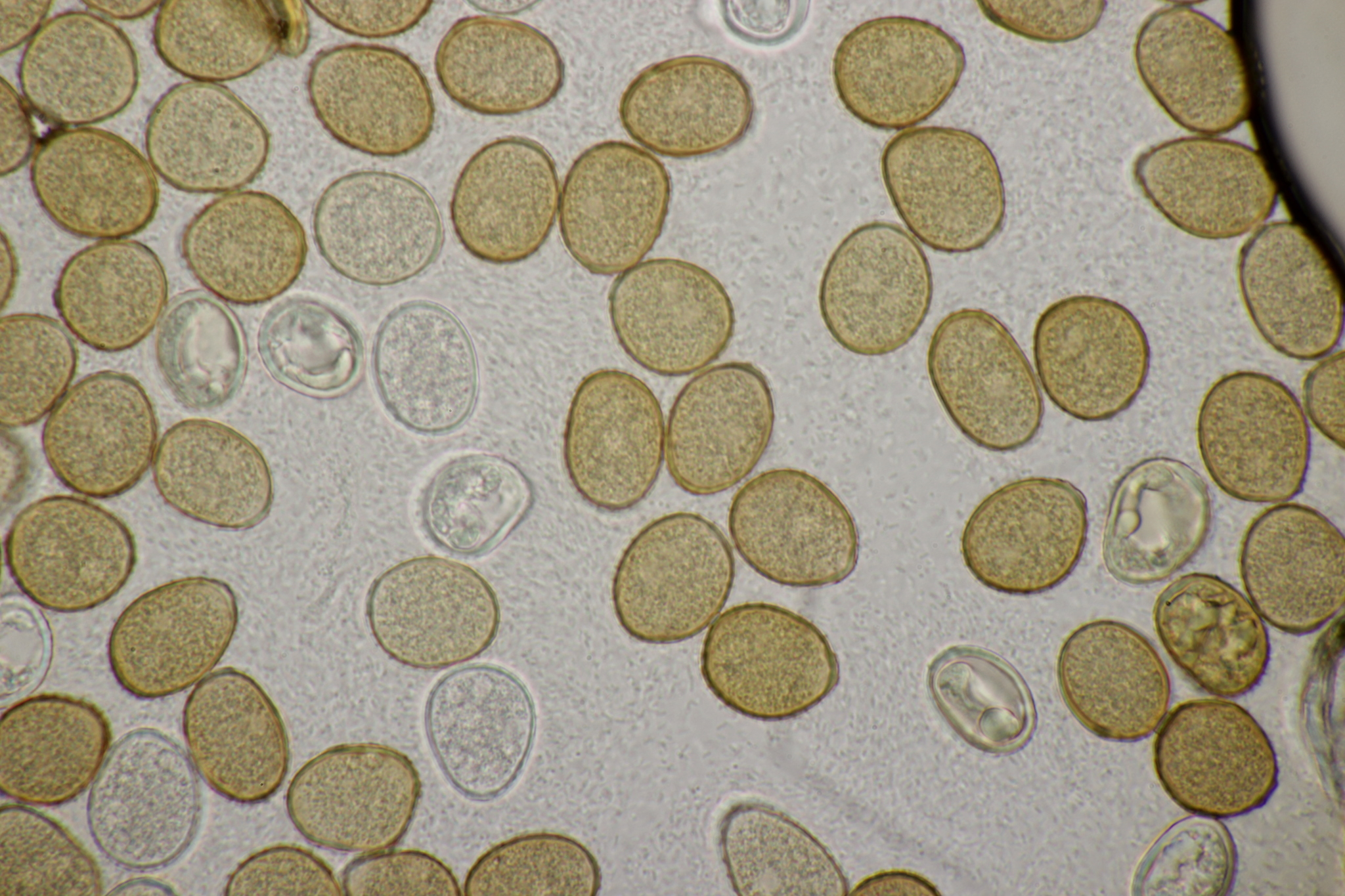
Urediniosporen
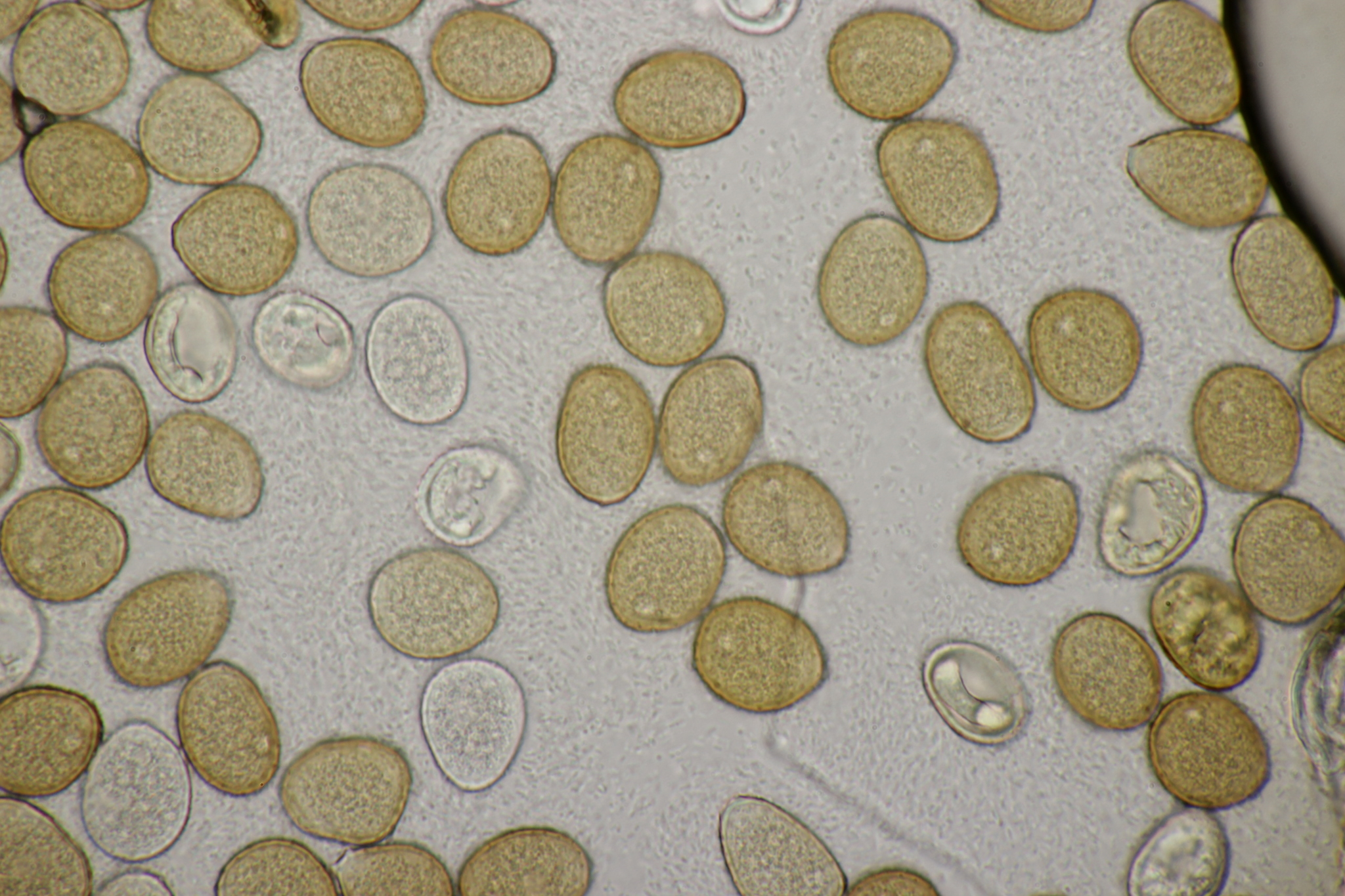
Urediniosporen
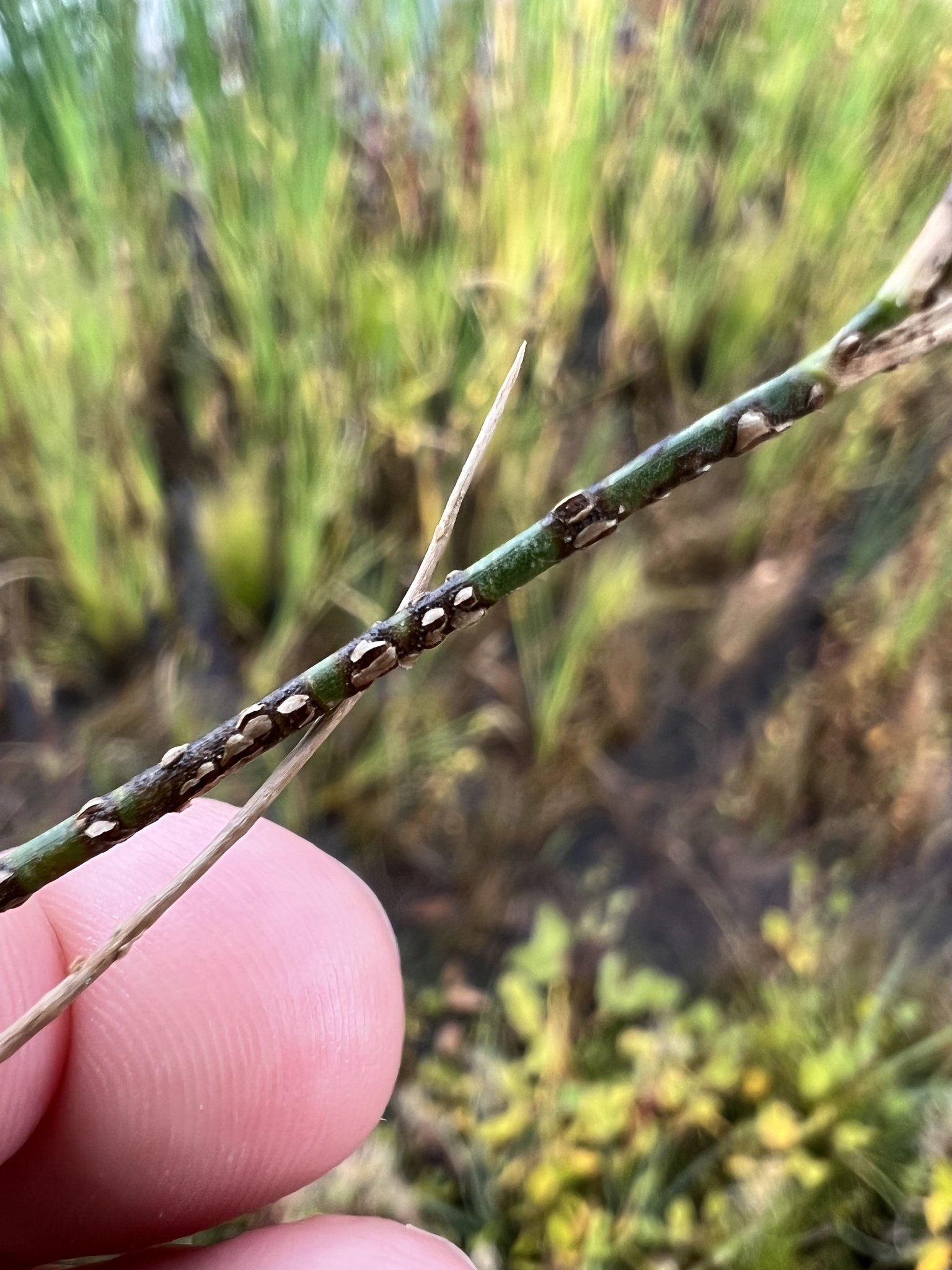
Telia